# Імунна відповідь
Імунна відповідь — це реакція, яка виникає в організмі з метою захисту від зовнішніх загроз. Ці загрози включають широкий спектр різних мікроорганізмів, включаючи віруси, бактерії, паразити та гриби, які можуть викликати серйозні проблеми для здоров'я організму господаря, якщо не вивести їх з організму. Є два різні види імунної відповіді — вроджена та набута, які працюють разом для захисту від патогенів. Вроджена відповідь — перша реакція організму на загрозу — це неспецифічна і швидка реакція на будь-який патоген. Компоненти вродженої імунної відповіді включають фізичні бар'єри, такі як шкіра та слизові оболонки, імунні клітини, такі як нейтрофіли, макрофаги та моноцити, та розчинні фактори, включаючи цитокіни та комплемент. З іншого боку, набута відповідь — це імунна відповідь організму, яка здійснюється за допомогою певних антигенів, і, як наслідок, активація відповідних компонентів захисту займає більше часу. Набутий імунітет включає клітини, такі як дендритні клітини, T-лімфоцити та B-лімфоцити, а також антитіла — відомі як імуноглобуліни, які безпосередньо взаємодіють з антигеном і є дуже важливим компонентом для сильної реакції проти загрози.
Перший контакт організму з певним антигеном призведе до вироблення ефекторних Т- і В-лімфоцитів, які є активованими клітинами, що захищаються від патогену. Вироблення цих ефекторних клітин в результаті першого впливу називається первинною імунною відповіддю. Т-клітини і В-клітини пам'яті також виробляються в тому випадку, якщо той самий патоген повторно потрапляє до організму. Якщо організм знову потрапить під вплив того самого патогену, з'явиться вторинна імунна відповідь, і імунна система зможе реагувати як швидко, так і сильно завдяки клітинам пам'яті з першого впливу. Вакциною вводять ослаблений, убитий або фрагментований мікроорганізм, щоб викликати первинну імунну відповідь. Це відбувається для того, щоб у випадку, коли відбувається вплив справжнього збудника, організм міг покладатися на вторинну імунну відповідь, аби швидко захиститися від нього.

## Вроджена

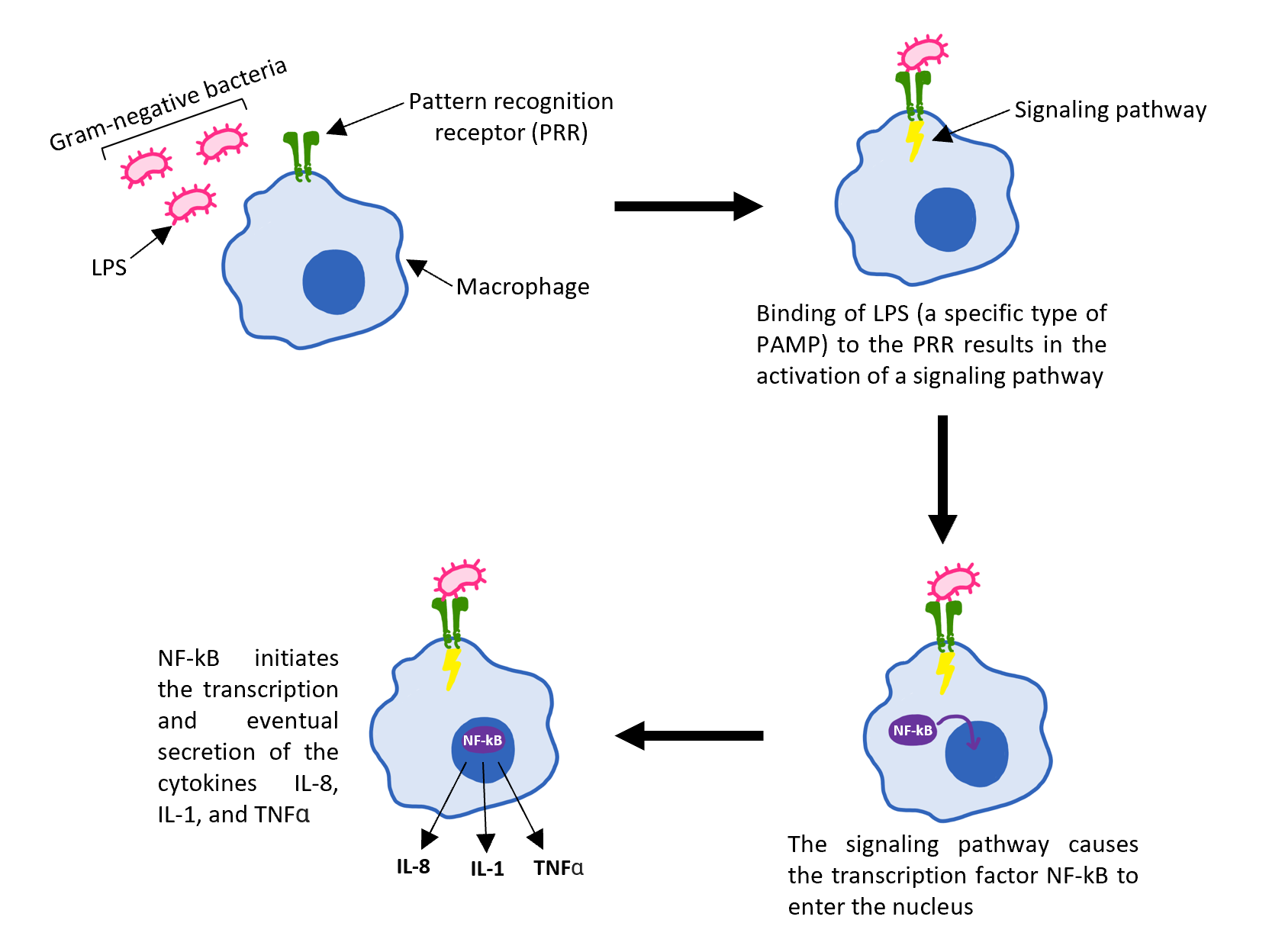
Вроджена імунна відповідь на інвазію грамнегативних бактерій

Вроджена імунна відповідь — це перша реакція організму на зовнішні загрози. Ця імунна відповідь еволюційно зберігається у багатьох різних видів, і всі багатоклітинні організми мають певні різновиди вродженої відповіді. Вроджена імунна система складається з фізичних бар'єрів, таких як шкіра та слизові оболонки, різних типів клітин, таких як нейтрофіли, макрофаги та моноцити, та розчинних факторів, включаючи цитокіни та комплемент. На відміну від набутої (адаптивної) імунної відповіді, вроджена відповідь не є специфічною для будь-якого чужорідного збудника і, як результат, швидко спрацьовує, щоб позбавити організм від патогенних мікроорганізмів.
Збудники розпізнаються та виявляються за допомогою рецепторів розпізнавання патернів. Ці рецептори є структурами на поверхні макрофагів, які здатні зв'язувати чужорідних збудників і таким чином ініціювати клітинну сигналізацію всередині імунної клітини. Зокрема, рецептори розпізнавання патоген-асоційованих молекулярних патернів, які є невід'ємними структурними компонентами патогенів. Прикладом патоген-асоційованих молекулярних патернів є пептидогліканна клітинна стінка або ліпополісахариди, обидва з яких є важливими компонентами бактерій, і тому еволюційно зберігаються у багатьох різних видів бактерій.
Коли чужорідний патоген обходить фізичні бар'єри та потрапляє до організму, рецептори розпізнавання патерну на макрофагах розпізнають його і зв'язуються з конкретними патоген-асоційованими молекулярними патернами. Це зв'язування призводить до активації сигнального шляху, який дозволяє фактору транскрипції NF-κB проникати в ядро макрофага та ініціювати транскрипцію та можливу секрецію різних цитокінів, таких як Інтерлейкін-8, Інтерлейкін-1 та фактору некрозу пухлини. Вивільнення цих цитокінів необхідно для надходження нейтрофілів з кровоносних судин до інфікованої тканини. Як тільки нейтрофіли потрапляють у тканину, подібно до макрофагів, вони здатні фагоцитизувати та вбивати будь-які патогени чи мікроби.
Комплемент, інший компонент вродженої імунної системи, поєднує три алгоритми, які активуються різними шляхами. Класичний алгоритм запускається, коли IgG або IgM зв'язані зі своїм цільовим антигеном або на мембрані клітин збудника, або на антиген-зв'язаному антитілі. Альтернативний алгоритим активується сторонніми поверхнями, такими як віруси, гриби, бактерії, паразити тощо, і він здатний до самоактивації завдяки «перебору» С3. Лектиновий алгоритм спрацьовує, коли лектин, що зв'язує маннозу або фіколін, відомі як специфічні рецептори розпізнавання патерну, зв'язуються з молекулярними структурами, пов'язаними з патогенами, на поверхні мікроорганізмів, що вторглися, таких як дріжджі, бактерії, паразити та віруси. Кожен із трьох алгоритмів гарантує, що комплемент буде продовжувати функціонувати, якщо один алгоритм перестане працювати або зовнішній збудник зможе ухилитися від одного з цих механізмів. Хоча алгоритми активуються по-різному, загальна роль системи комплементу полягає в опсонізації патогенних мікроорганізмів та індукції низки запальних реакцій, які допомагають боротися з інфекцією.

## Набута

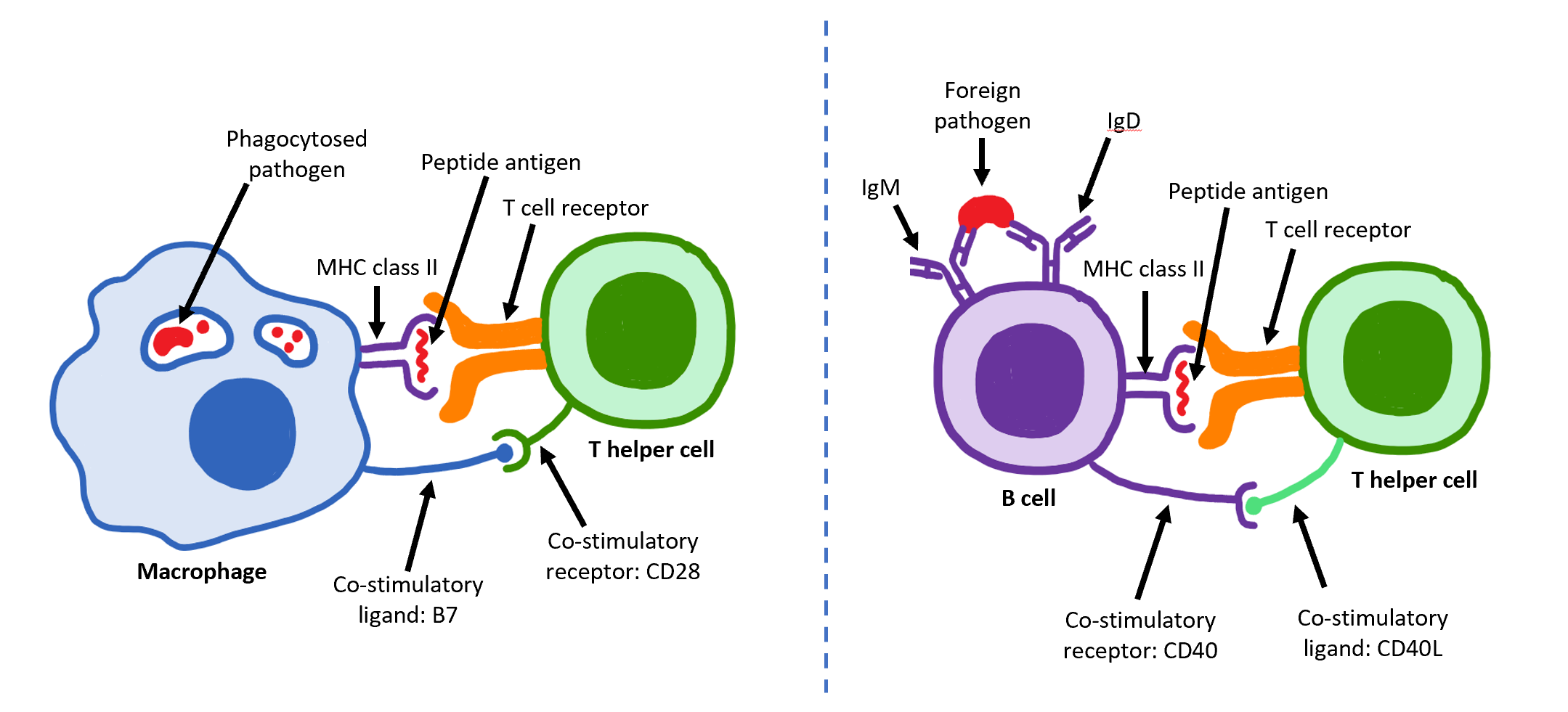
Ілюстрація пептиду головного комплексу гістосумісності разом із костимулюючим зв'язуванням ліганду/рецептора

Адаптивна (набута) імунна відповідь є другою лінією захисту організму. Клітини адаптивної імунної системи надзвичайно специфічні, оскільки на ранніх стадіях розвитку В- і Т-клітини виробляють антигенні рецептори, специфічні лише для певних антигенів. Вони є надзвичайно важливими для активації В- і Т-клітин. В- і Т-клітини є надзвичайно небезпечними клітинами, і якщо вони здатні атакувати, не проходячи суворий процес активації, «несправні» В- або Т-клітини можуть розпочати знищення власних здорових клітин господаря. Активація наївних допоміжних Т-клітин відбувається, коли антиген-презентуючі клітини ідентифікують чужорідний антиген через молекули II класу головного комплексу гістосумісності на їх клітинній поверхні. Ці антиген-презентуючі клітини включають дендритні клітини, B-лімфоцити та макрофаги, які спеціально оснащені не тільки II класом головного комплексу гістосумісності, але також костимулюючими лігандами, які розпізнаються костимулюючими рецепторами на допоміжних Т-клітинах. Без костимулюючих молекул адаптивна імунна відповідь була б неефективною, а Т-клітини стали б анергічними. Кілька підгруп Т-клітин можуть активуватися професійними антиген-презентуючими клітинами, і кожна Т-клітина спеціально призначена для боротьби з кожним унікальним мікробіологічним патогеном. Тип активованої Т-клітини та тип генерованої відповіді частково залежить від контексту, в якому антиген-презентуючі клітини вперше зіткнувся з антигеном. Після активації допоміжних Т-клітин вони можуть активувати наївні В-клітини в лімфатичному вузлі. Однак активація В-клітин є двоступеневим процесом. По-перше, рецептори В-клітин, які є лише антитілами IgM та IgD, специфічними для конкретної В-клітини, повинні зв'язуватися з антигеном, який потім призводить до внутрішньої обробки, щоб він був представлений на молекулах II класу головного комплексу гістосумісності В-клітини. Як тільки це трапляється, допоміжна Т-клітина, яка здатна ідентифікувати зв'язаний з головним комплексом гістосумісності антиген, взаємодіє зі своєю стимулюючою молекулою та активує В-клітину. В результаті В-клітина стає плазматичною клітиною, яка виділяє антитіла, які діють як опсонін проти збудників.
Специфічність адаптаційної відповіді пов'язана з тим, що кожна В- і Т-клітина відрізняється. Таким чином, існує різноманітна спільнота клітин, готових розпізнати та атакувати весь спектр чужорідних збудників. Проте, компромісом є те, що адаптивна імунна відповідь набагато повільніша за вроджену реакцію організму, оскільки її клітини надзвичайно специфічні, і активація потрібна перед тим, як вона зможе фактично почати діяти. Окрім специфічності, адаптивна імунна відповідь відома також імунологічною пам’яттю. Зіткнувшись з антигеном, імунна система виробляє Т- і В-клітини пам'яті, що дозволяє забезпечити швидшу та стійкішу імунну відповідь у випадку, якщо організм коли-небудь знову зустріне той самий антиген.